# حمام رملي

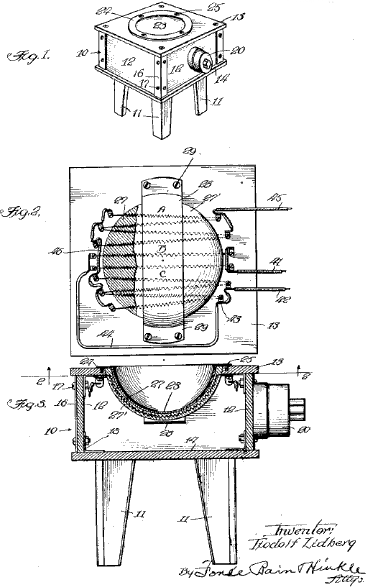
توضيح براءة اختراع الحمّام الرملي.أقسام كوتاواي تُبّين عناصر التسخين المحيطة بالوعاء المحتوي على الرمل.

الحمّام الرملي (بالإنجليزية: Sand bath)‏ عبارة عن جزء أو قطعه شائعة من المعدات المخبرية والمصنوعة من حاوية ممتلئة بالرمال الساخنة. فهو يستخدم لتوفير التدفئة حتى بالنسبة للحاويات الأخرى، غالباً يتمّ خلال التفاعل الكيميائي.
ويستخدم الحمّام الرملي بشكل أكثر شيوعاً جنبًا إلى جنب مع اللوح الحراري أو السخان الكهربائي. حيث يتم ملئ كأس بحبيبات الرمال أو المعدن (تسمى طلقات) ويتمّ وضعها على اللوحة أو الغطاء. وبعد ذلك يتم تغطية وعاء التفاعل جزئياً بالرمال أو كريات المعدن ومن ثم يتم توصيل الحرارة بحبيبات الرمال أو ما يطلق عليها الطلقات وذلك من خلال اللوحة الساخنة لجميع أرجاء وعاء التفاعل.
وتسمح هذه التقنية بتسخين وعاء التفاعل من خلال الحدّ الأدنى من التقليب بدلاً من تدفئة قاع الوعاء فقط وبانتظار الحمل الحراري للأجزاء المتبقية وتسمح أيضاً بالخفض والتقليل من كلاً من مدة حدوث التفاعل ومن إمكانية حدوث التفاعلات الجانبية التي قد تحدث عند درجات الحرارة الأكثر ارتفاعاً.
ويمّثل التباين في تلك السمة الحمام المائي والذي يتم فية استبدال الرمل بالماء. حيث يمكن استخدامه لإبقاء وعاء التفاعل عند درجة حرارة الماء المغلي حتى يتم تبخير كل المياه (انظر تغيير المحتوى الحراري القياسي للتبخير).
وتعتبر الحمامات الرملية واحدة من أقدم القطع المعروفة للمعدات المخبرية والتي قد تم استخدامها من قبل الكيميائيون القدماء. ففي الكيمياء العربية القديمة، كان يُعرف الحمّام الرملي بالقدر. وفي الكيمياء اللاتينية القديمة، كان يُعرف الحمّام الرملي باسم «حمّام على اليابسة، حمّام السنجابي، أو حمّام من رمل».